# Pareronia ceylanica
Pareronia ceylanica är en fjärilsart som först beskrevs av Felder 1865.  Pareronia ceylanica ingår i släktet Pareronia och familjen vitfjärilar. Inga underarter finns listade i Catalogue of Life.

## Bildgalleri

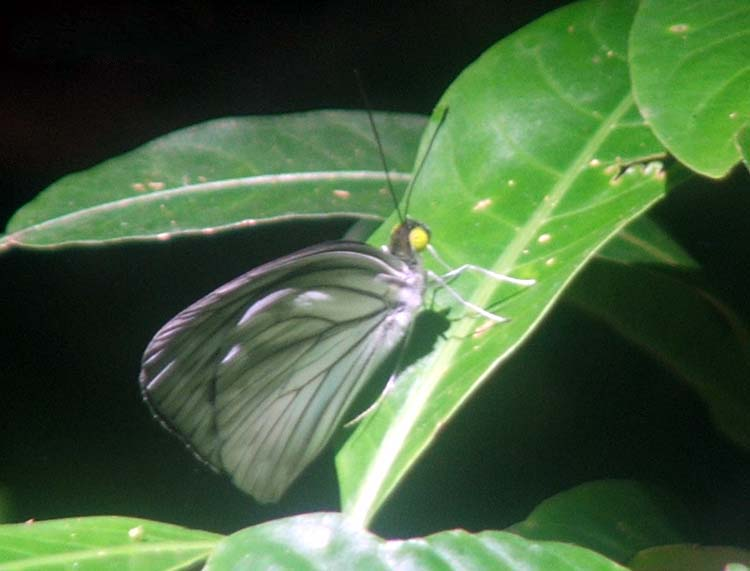